# Hôpital français (La Providence)
L’Hôpital français, qui porte le nom de « La Providence », a été fondé en 1718 à Finsbury, pour soigner et abriter les huguenots malades ou déshérités. Après plusieurs déménagements, il est implanté à Rochester, dans le Kent et fonctionne comme une maison de retraite accueillant de préférence des descendants de huguenots. Il est doublé d’un musée huguenot implanté dans un immeuble voisin.

## Histoire

### Contexte
Le contexte de la fondation de cet hôpital est celui de l’émigration des protestants français sous le coup de l’interdiction du culte protestant en France promulguée par Louis XIV en 1685. Le Refuge huguenot en Grande-Bretagne a représenté une communauté de l’ordre de 50 000 personnes. La situation souvent très précaire des réfugiées conduisit à un élan de générosité de la part des Anglais mais aussi entre refugiés.
Beaucoup de réfugiés huguenots sont installés à Londres dans les quartiers de Shoreditch et de Spitalfields, où ils ne trouvent aucun des soins hospitaliers qu'ils connaissaient en France. Aussi, décision est prise d'ouvrir un dispensaire destiné au soin des malades français dans l’ancien lazaret, situé au nord de Old Street dans la paroisse de St Giles-without-Cripplegate, donc initialement hors les murs. Ce site abandonné en 1693, est un exemple précoce de la disposition spécifique des soins de santé pour les étrangers à Londres.

### Fondation
Face aux importants besoins de soutien des réfugiés, un huguenot, Jacques de Gastigny, qui avait été grand veneur du roi Guillaume III, fait un legs de 100 £ en 1708, afin d’améliorer le sort des réfugiés pauvres, infirmes ou /et malades de Londres, de leur offrir un toit et de pourvoir à leur entretien,.
Philippe Ménard, exécuteur testamentaire de Jacques de Gastigny, lança un appel pour compléter le legs. Son succès fut tel que, au lieu d’apporter des améliorations à l’ancien lazaret comme on l’avait d’abord envisagé, il fut possible de construire un hôpital flambant neuf sur un terrain attenant au lazaret, donnant sur Bath Street, à Finsbury. Les huguenots reproduisaient ainsi une coutume bien ancrée en France consistant à créer et entretenir les hôpitaux grâce aux dons des citoyens fortunés. La mise en place de l'Hôpital français (connu sous le nom de La Providence) a donné l'exemple de ce qui pourrait être réalisé par les actions volontaires des citoyens concernés. En dehors des hôpitaux St Barthélémy, St Thomas et Bethléem (tous trois dotés par la Couronne au XVIe siècle), l'hôpital huguenot français a été le premier hôpital volontaire à être établi en Grande-Bretagne. Cet exemple démontrant les possibilités de cet appel à la philanthropie publique, il fut rapidement imité par plusieurs autres.

### Premières années à Golden Acre, Finsbury (1718-1866)
Le nouvel hôpital, conçu par Jacob Gibbs, fut édifié en 1718. Il pouvait accueillir 80 malades dans trois bâtiments de style géorgien simple, autour d'une esplanade quadrangulaire orienté vers le nord. Avec l'ajout de plusieurs bâtiments en 1760, il put accueillir 234 malades. L'hôpital soignait tous les types de patients, y compris les «personnes distraites» (malades mentaux).
La société de l'hôpital français a été constitué par lettres patentes en date du 24 juillet 1718. Elle choisit comme sceau une image d'Élie nourri par les corbeaux (1 Rois 17: 6), avec la devise "Dominus providebit" (en français : "le Seigneur pourvoira").
Dès les années 1720, les Français de Londres surnomment familièrement l’établissement "La Providence". Il fut un précurseur des établissements de santé et de protection sociale mis en place en Angleterre au XVIIIe siècle.
Au début du XIXe siècle, l'hôpital huguenot était en déclin. La ville de Londres avait grandi, l'environnement rural de l’hôpital avait disparu, le nombre de patients de l'hôpital avait baissé car la plupart des huguenots s'étaient fondus dans la société anglaise et éloignés des quartiers où s'étaient établis leurs ancêtres ; enfin les bâtiments avaient un urgent besoin de restauration. En 1865, plutôt que de reconstruire l'hôpital sur son site de Bath Street, il fut décidé de lui trouver un nouvel emplacement à Londres.

## Évolution au cours du temps

### Victoria Park, Hackney (1866-1947)
Le bâtiment de Bath Street étant devenu insuffisant dès 1840, l’Hôpital français fut déplacé en 1866 vers le quartier londonien de Hackney, dans un bâtiment spécialement conçu par l’architecte Robert Lewis Roumieu (en) et construit dans Victoria Park sur une emprise de 1,2 hectare. Bâti dans un style inspiré du XVIe siècle français, il comportait une chapelle pouvant accueillir 120 personnes. Les anciens bâtiments sont transformés en école.
L'architecte Robert Lewis Roumieu (en), lui-même de lointaine origine huguenote, a généreusement renoncé à ses honoraires, et sera pendant quelque temps le trésorier de l'hôpital. En plus de ses fonctions hospitalières pour ses soixante patients et de ses équipements dernier cri, l’hôpital répondit également à un regain d'intérêt pour l'histoire huguenote et devint un dépôt pour les archives et les objets en rapport avec la tradition huguenote.
En 1941, le bâtiment de l’hôpital français a été réquisitionné pour faire une garderie pour les mères qui ont un travail de guerre. Les patients sont alors évacués vers d’autres établissements.
Après la guerre, la croissance économique et l’amélioration de la santé ont conduit les administrateurs à réorienter l’activité de l'hôpital vers une activité d’hospice dans un nouveau cadre. Le bâtiment Roumieu est alors vendu et devient l'école de filles Sainte-Victoire, puis, en 2014, il est transformé à nouveau et devient l’Académie Mossbourne du parc Victoria.

### Compton's Lea, Horsham (1947-1959)
À la suite de la décision du conseil d’administration de réorienter l’activité de l’Hôpital français, une belle maison victorienne sur un terrain de 4 hectares a été achetée en 1947 à Compton's Lea, Horsham, West Sussex. Mais l'occupation était trop faible et l'hôpital subissait un déficit chronique qui n’était compensé que par le revenu provenant d’autres propriétés appartenant à l'hôpital. L'idée de convertir en hospice un ensemble immobilier non loin de High Street, au centre de Rochester (Kent), déjà suggérée quelques années plus tôt, fut donc acceptée par le conseil d’administration en avril 1956 et le projet de transformer Theobald Place en foyers pour personnes âgées fut réalisé en 1959.

## Situation actuelle
En 1959 l’Hôpital français déménage à nouveau pour s’établir à Rochester (Kent) et se limite à un rôle d’hospice et de maison de retraite pour des descendants de huguenots.

### La Providence, Rochester
En septembre 1959, les 19 premiers appartements de Theobald Place à Rochester à présent renommé « La Providence » ont été remplis. La maison du médecin à 105 High Street a été renuméroté 41 La Providence. Aujourd'hui, le devoir principal de l'hôpital français est encore de prendre soin de « nos affligés ».

### Gouverneurs
L'année indiquée est celle de la nomination au poste
- le major-général Henri de Massué, comte de Galway (gouverneur fondateur 1718)
- le diplomate John Robethon (en) (1721)
- le chirurgien Paul Buissière (en) (1729)
- le field marshal John Ligonier (1748)
- les comtes de Radnor successifs ont été gouverneurs de l’Hôpital depuis le XVIIIe siècle jusqu’en 2015[11].

### Membres du Conseil
- Robert Lewis Roumieu (en), architecte, trésorier
- Samuel Romilly, avocat
- Austen Henry Layard, archéologue[12]

### Pensionnaires célèbres
- David Le Marchand, sculpteur d'ivoire, mort à l'Hôpital français en 1726.

## Le musée huguenot
Un musée huguenot dépendant de l’Hôpital français ouvre le 13 mai 2015, au 95 High Street, à proximité de l'Hôpital français. C'est le seul musée huguenot de Grande-Bretagne. Détenant les collections de l'Hôpital français, il présente l'histoire de l'immigration huguenote au Royaume-Uni, des apports faits à la société britannique par ces réfugiés notamment en termes de savoir-faire artisanaux ou techniques, et de leur contribution au développement économique du pays.

### Pages connexes
- Liste des musées protestants